# Acha Septriasa
Acha Septriasa, właśc. Jelita Septriasa (ur. 1 września 1989 w Dżakarcie) – indonezyjska aktorka i piosenkarka.
Swój debiut na dużym ekranie miała w filmie Apa Artinya Cinta? (ang. Love Is Cinta). Szerszą rozpoznawalność przyniosła jej rola w filmie Heart.
W 2012 r. otrzymała nagrodę Citra (Festival Film Indonesia) za grę aktorską w filmie Test Pack (kategoria: najlepsza aktorka pierwszoplanowa).

## Filmografia
- 2007: Love Is Cinta
- 2008: In the Name of Love
- 2010: Sst... Jadikan aku simpanam
- 2013: Bangun Iagi dong Iupus
- 2013: Rectoverso
- 2014: 
  - Aku Cinta Kamu
  - Strawberry Surprise
- 2015: Bulan Terbelah di Langit Amerika
- 2016: 
  - Sabtu Bersama Bapak
  - Bangkit!
  - Midnight Show
  - Koala Kumal
- 2017: Kartini
- 2018: Hanum & Rangga: Faith & The City
- 2021: Daemon Mind